# Players Championship de 2006
O Players Championship de 2006 foi a trigésima terceira edição do Players Championship, realizada entre os dias 23 e 26 de maio no PC Sawgrass de Ponte Vedra Beach, na Flórida, Estados Unidos.
O torneio foi vencido pelo trinitário-tobagense Stephen Ames, com 274 tacadas, 14 abaixo do par, seis tacadas à frente do vice-campeão Retief Goosen.

## Local do evento
Esta foi a vigésima quinta edição realizada no campo do Estádio TPC Sawgrass, em Ponte Vedra Beach, Flórida.